# Wałpusz
Wałpusz – osada w Polsce położona w województwie warmińsko-mazurskim, w powiecie szczycieńskim, w gminie Szczytno.
Bardzo mała miejscowość położona nad zachodnim brzegiem jeziora Wałpusz ok. 5 km od Szczytna. Obecnie jest tam kilka domków letniskowych i całorocznych.
W latach 1975–1998 miejscowość administracyjnie należała do województwa olsztyńskiego.